# Фасолада
Фасола́да (греч. φασολάδα или греч. φασουλάδα) — традиционный постный фасолевый суп, популярный в Греции и на Кипре. Считается, что подобные супы были популярны ещё в Древней Греции.

## Традиции и история
В турецкой кухне есть очень похожий суп, который называется «куру фасулье» (тур. kuru fasulye). Похлёбку из белой фасоли готовят во многих арабских странах, там она называется (араб. فاصوليا‎ фасулиа). В Греции и на Кипре во время Поста принято готовить сытные блюда и фасолевые супы и похлёбки как раз отвечают этому требованию.

## Способ приготовления
Приготовление этого супа начинается накануне вечером с замачивания фасоли. На следующий день вода, в которой была фасоль, сливается и фасоль отправляют в небольшое количество кипятка минимум на два часа. Когда фасоль станет мягкой, к ней добавляют овощи и продолжают тушить, долив немного воды. Затем добавляют обжаренный с томатной пастой лук и продолжают готовить до полного размягчения фасоли, добавляя воду, поддерживая консистенцию густого супа (похлёбки).